# ميناء مرسيليا القديم
ميناء مرسيليا القديم (بالفرنسية: Vieux-Port de Marseille) يقع في نهاية شارع كانيبيير، الشارع الرئيسي في مرسيليا. كان الميناء الطبيعي للمدينة منذ العصور القديمة وهو الآن المكان الشعبي الرئيسي في مرسيليا. أصبح مخصصًا للمشاة بشكل أساسي في عام 2013.

## تاريخ
في عام 600 قبل الميلاد، نزل المستوطنون اليونانيون من فوكايا في لاسيدون، وهو خليج صخري في البحر الأبيض المتوسط، وهو الآن موقع الميناء القديم في مرسيليا. قاموا بإنشاء مركز تجاري في التلال على الشاطئ الشمالي. حتى القرن التاسع عشر ظل الميناء القديم مركز النشاط البحري في مرسيليا. في العصور الوسطى، كانت الأرض في الطرف البعيد من الميناء تستخدم لزراعة القنب من أجل تصنيع الحبال للبحارة محليًا، وهو أصل اسم الشارع الرئيسي في مرسيليا، كانيبيير.
تم بناء دير القديس فيكتور العظيم تدريجيًا بين القرنين الثالث والتاسع على التلال الواقعة جنوب الميناء القديم، في موقع مقبرة يونانية.
بين القرنين الخامس عشر والسابع عشر، تم بناء الأرصفة في عهد لويس الثاني عشر ولويس الثالث عشر، وتم إنشاء حوض بناء سفن مهم للسفن الشراعية. بعد ثورة مواطني مرسيليا ضد حاكمهم، أمر لويس الرابع عشر ببناء حصون سان جان وسان نيكولاس عند مدخل الميناء وأنشأ ترسانة وأسطولًا في الميناء القديم نفسه. كانت ترسانة السفن سيئة السمعة  تقع على الجانب الأيسر من الميناء القديم بين كور جان بالارد وكورس إستيان دورف: وكان أولئك المحكوم عليهم بأن يكونوا عبيدًا في السفن الحربية في الأسطول الملكي الحربي يحملون الأحرف GAL.

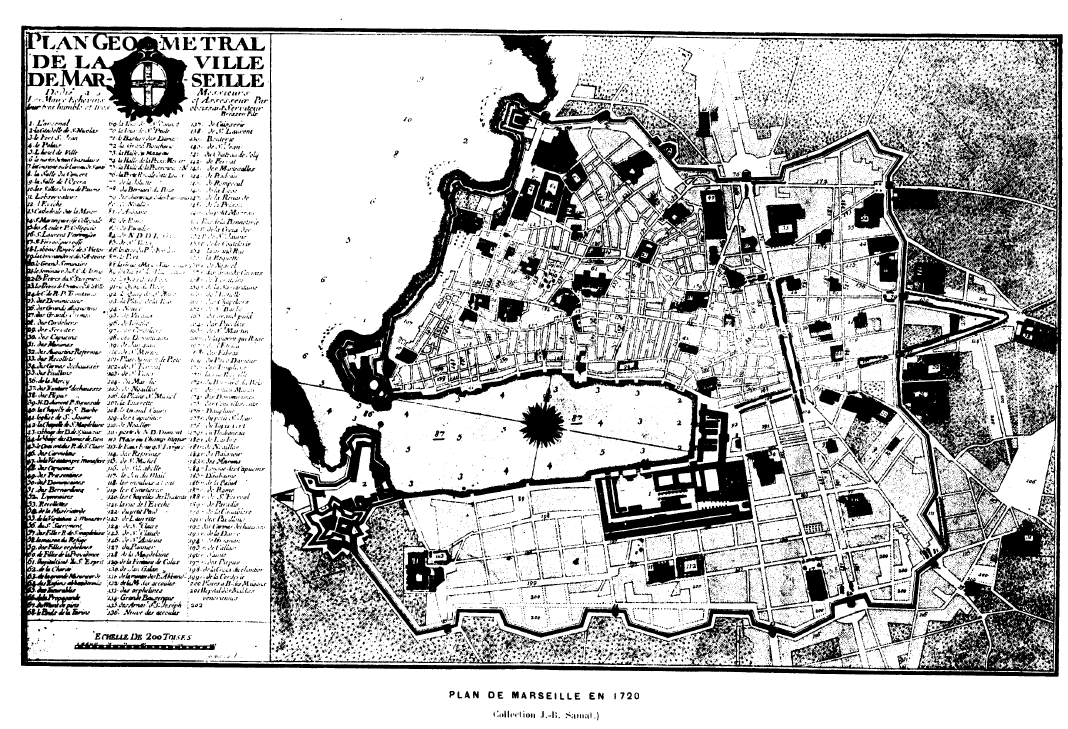
خريطة مرسيليا، 1720

وفقًا لجون موراي، في عام 1854 كانت سعة الميناء القديم تتراوح بين 1000 و1200 سفينة. كان يمر عبر الميناء حوالي 18 ألف سفينة تجارية سنويًا، تحمل حوالي 20 مليون برميل من البضائع؛ وهذا يمثل ربع التجارة في ليفربول في ذلك الوقت. ومع ذلك، أثبت عمق الميناء الذي بلغ 6 أمتار أنه يشكل مشكلة بالنسبة للسفن البخارية في وقت لاحق من القرن؛ حيث كان لا بد من بناء أرصفة أعمق بكثير في لا جولييت. خلال الحرب العالمية الثانية، أصبح الميناء القديم عبارة عن أنقاض كاملة. وبحسب روايات شهود عيان، قام النازيون في يناير/كانون الثاني 1943، بمساعدة الشرطة الفرنسية، بتفجير جزء كبير من المدينة القديمة التاريخية باستخدام الديناميت وهدموا العبارة الجوية العملاقة أو "ترانسبوردور"، وهي جولة هندسية قوية أصبحت معلماً رئيسياً في مرسيليا، ويمكن مقارنتها ببرج إيفل في باريس. وأصبح هذا معروفًا باسم "معركة مرسيليا". في عام 1948 تم تكليف فرناند بويون بإعادة بناء الحي القديم المدمر.
عندما تم بناء موانئ جديدة وأرصفة ومراسي على طول ساحل حي لا جولييت إلى الشمال الغربي، بدءًا من أربعينيات القرن التاسع عشر، تم نقل العديد من أنشطة الموانئ خارج الميناء القديم. مع مرور الوقت، تم بناء منشآت ميناء جديدة إلى الشمال الغربي، مما أدى إلى ما يُعرف اليوم بالميناء البحري الكبير في مرسيليا: منشآت ميناء مستمرة حتى ليستاك والمدخل الجنوبي لنفق روف، وامتدادات "تابعة" حول فوس سور مير وعلى طول شاطئ إتانج دي بير. ويستخدم الميناء القديم اليوم كمرسى للقوارب، ومحطة للرحلات البحرية المحلية، ويستضيف سوقًا محليًا للأسماك. في عام 2013، بمناسبة عاصمة الثقافة الأوروبية، كان الميناء القديم مخصصًا للمشاة إلى حد كبير. تم تجديده كساحة عامة كبيرة بعد مسابقة دولية فاز بها ميشيل ديسفيني بايساجيستيس، مع فوستر آند بارتنرز. ومن المقرر أيضًا أن يتضمن المشروع مرحلة ثانية تتضمن تشييد حدائق حول الميناء في عام 2020 بمبلغ قدره 64 مليون يورو.

## الميناء القديم في الثقافة الشعبية
- تدور أحداث رواية كونت مونت كريستو للكاتب ألكسندر دوماس في الميناء القديم وفي قلعة إيف.
- ماريوس، فاني وسيزار، بقلم مارسيل بانبول.
- تم تصوير جزء من فيلم الحب الحقيقي في حانة لا مارين في الميناء القديم.
- تم ذكر العديد من الحانات والمقاهي الموجودة حول الميناء القديم في روايات المحقق جان كلود إيزو.
- يضع إيان فليمنج مشاهد في روايته جيمس بوند في الخدمة السرية لجلالتها في الميناء القديم وفي المناطق القريبة منه.
- يتتبع كلود ماكاي في روايته بانجو التي صدرت عام 1929 حياة المغتربين الأميركيين في لا جولييت ويستكشف تصورات العرق والثقافة في أوروبا والولايات المتحدة.
- تم عرض الميناء القديم في فيلمي الرابط الفرنسي بطولة جين هاكمان .
- فيلم وحوش مرسيليا وهو فيلم بريطاني بالأبيض والأسود أنتج عام 1957، ويدور حول مرسيليا في الحرب العالمية الثانية، وتدور أحداثه في حي الميناء القديم، وينتهي بهدم الحي.

## نقاط الجذب
- دير القديس فيكتور، على الجانب الجنوبي للميناء القديم، أحد أقدم مواقع العبادة المسيحية في فرنسا.
- منارة سانت ماري.
- كانيبيير، يقع في الطرف البعيد من الميناء القديم على الرصيف البلجيكي.
- هوتيل دي فيل (قاعة المدينة).
- العبارة التاريخية التي تبحر بين الجانبين المتقابلين للميناء القديم.
- متحف الرصيف الروماني.
- متحف الحضارات الأوروبية والمتوسطية

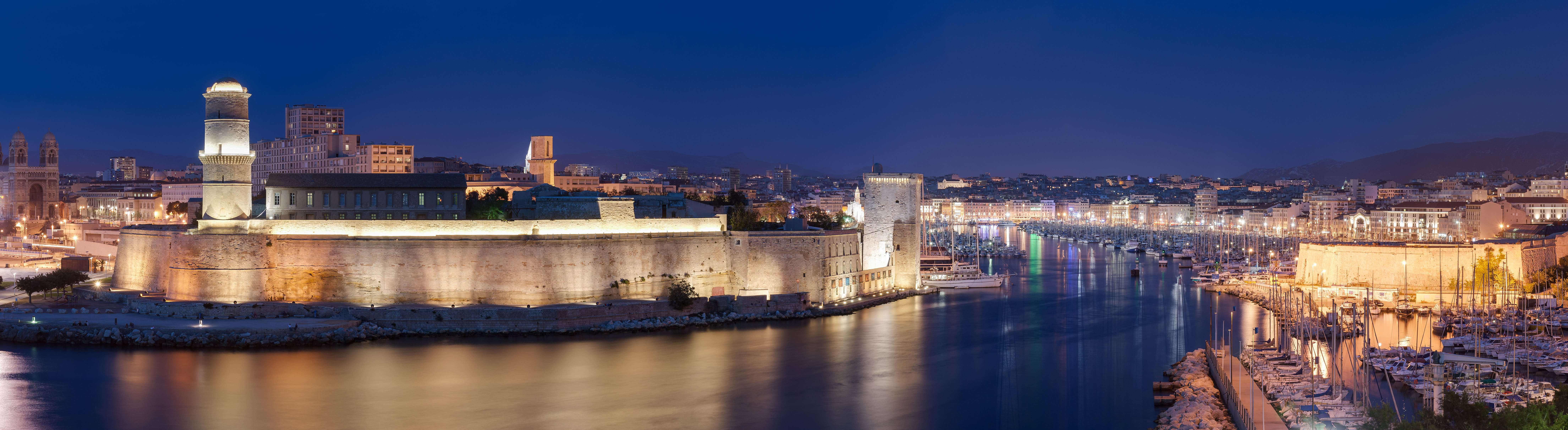
ميناء مرسيليا القديم، في الليل، كما يظهر من حديقة الفارو

## معرض الصور

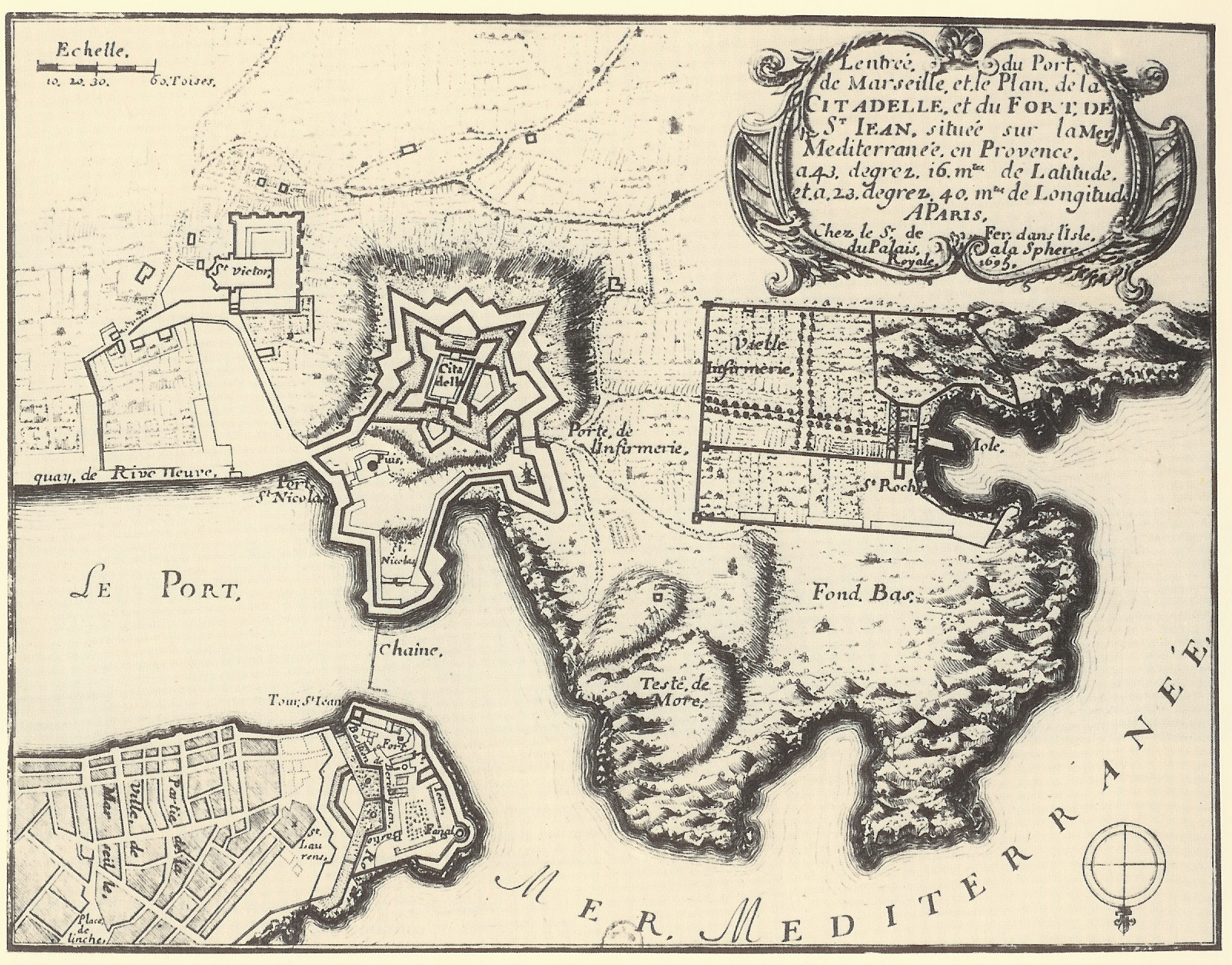
مدخل الميناء القديم، 1695
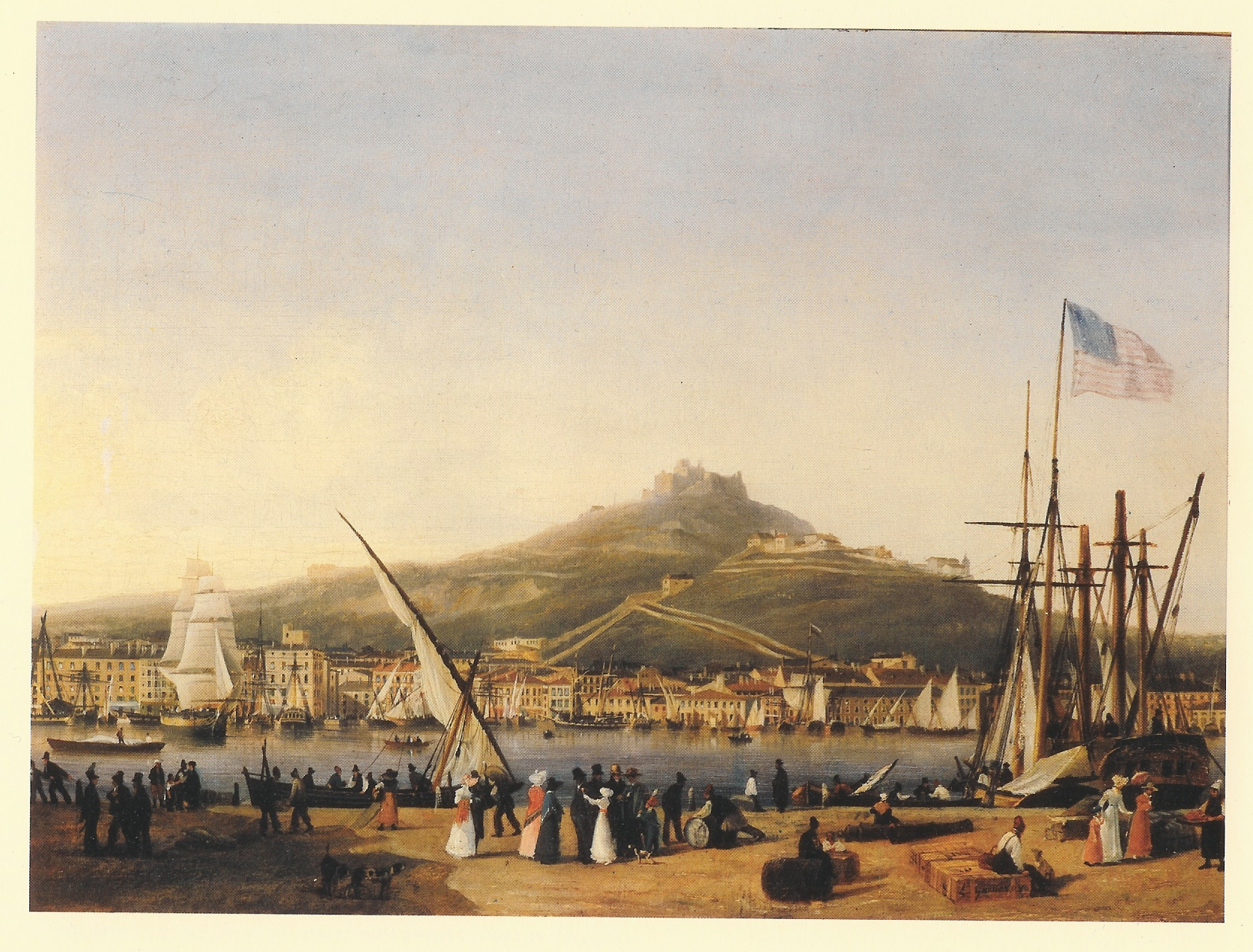
الميناء القديم من هوتيل دي فيل، 1820
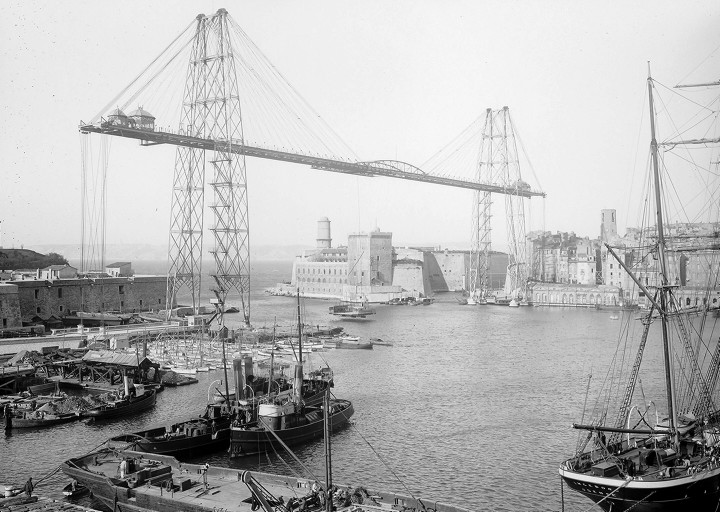
جسر "ترانسبوردور"
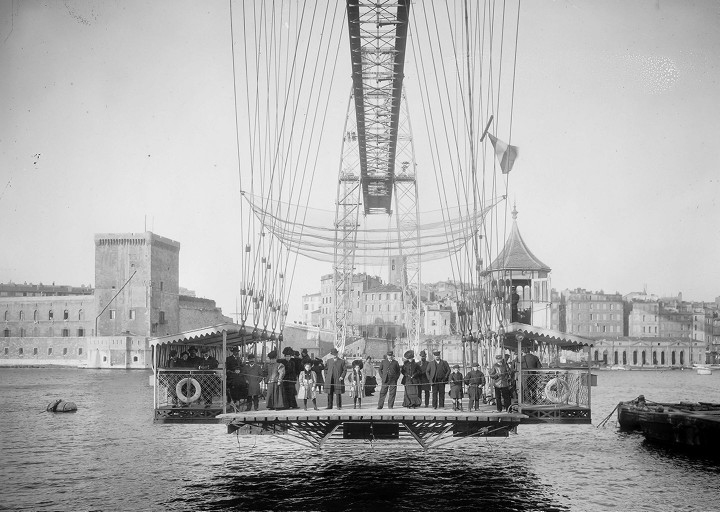
العبارة الجوية على "ترانسبوردور"
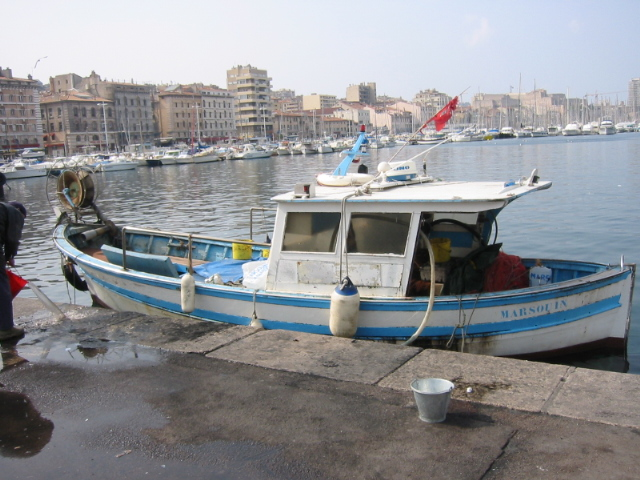
قارب صيد تقليدي في الميناء القديم
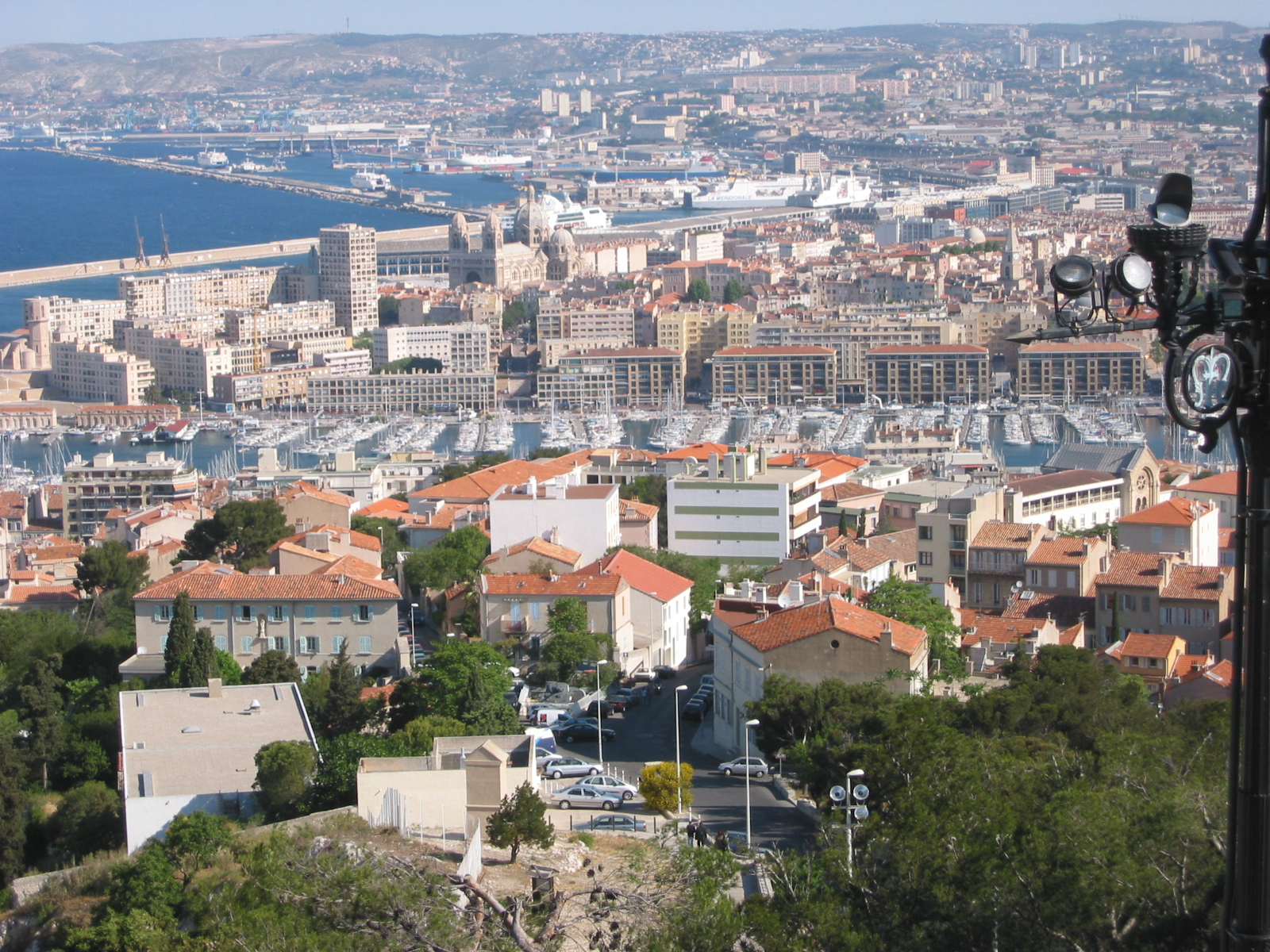
موانئ مرسيليا من بارك بوجيه
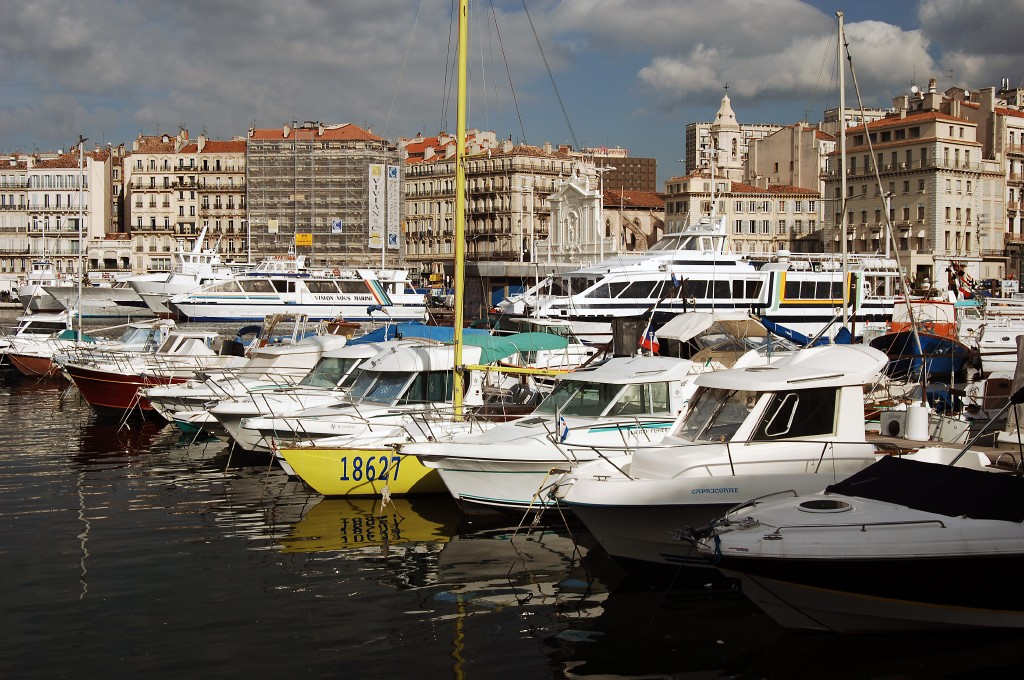
الميناء القديم في عام 2006
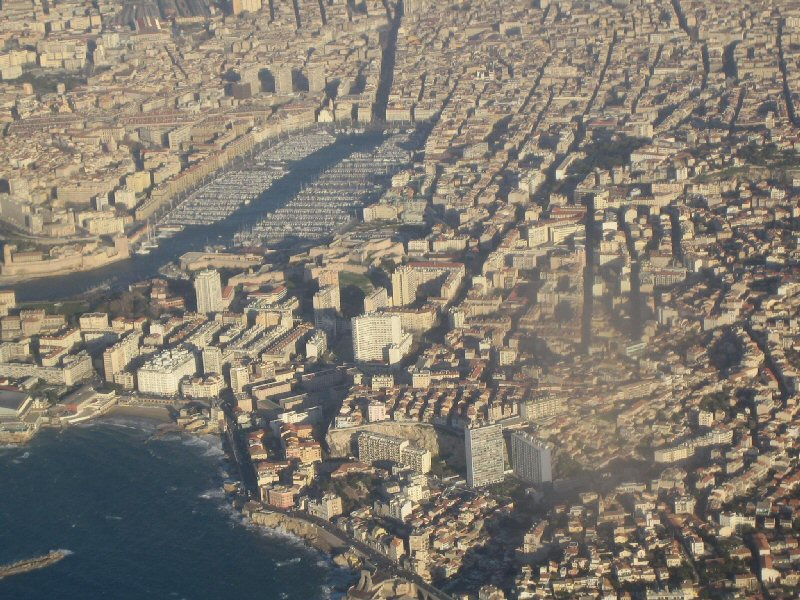
منظر جوي للميناء القديم
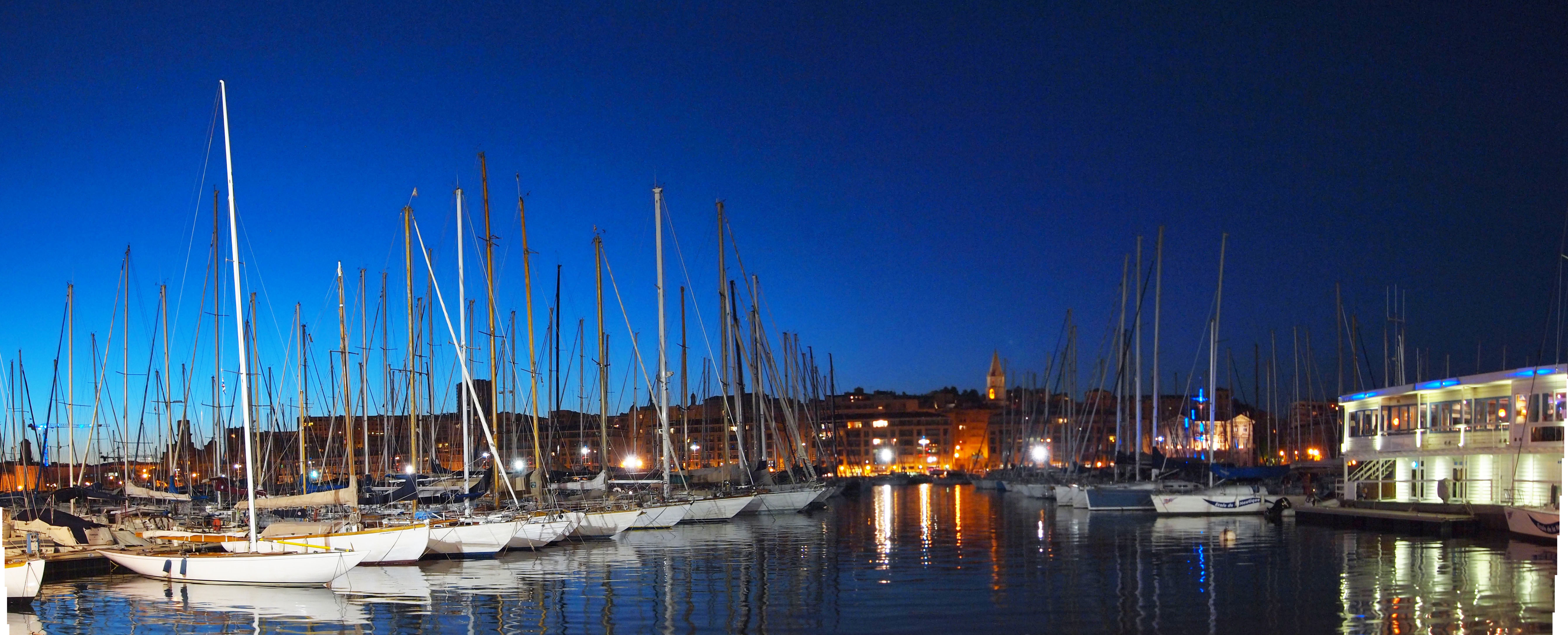
الميناء القديم في الليل